# Grigorij Sokolnikov
Grigorij Sokolnikov (ryska: Григорий Сокольников), född 15 augusti 1888 i Romny, Guvernementet Poltava, Kejsardömet Ryssland numera Sumy oblast, Ukraina, död 21 maj 1939 i Verkhneuralsk, var en rysk revolutionär politiker och ekonom. Han tillhörde de så kallade gammalbolsjevikerna. Sokolnikov var sovjetisk finansminister från 1922 till 1926.

## Biografi
Som tonåring flyttade Sokolnikov till Moskva, där han år 1905 blev medlem av den bolsjevikiska fraktionen inom Rysslands socialdemokratiska arbetareparti. Efter att ha blivit gripen och suttit i fängelse for han till Paris och studerade ekonomi vid Sorbonne. År 1917 återvände Sokolnikov till Ryssland; tillsammans med Stalin fick han ansvaret för de bolsjevikiska tidningarna. I oktober samma år invaldes han i partiets politbyrå tillsammans med Lenin, Zinovjev, Kamenev, Trotskij, Stalin och Bubnov.
Efter oktoberrevolutionen 1917 ville Lenin få ett snabbt slut på kriget för att i lugn och ro kunna genomföra en andra revolution i hemlandet. Han uppdrog åt Sokolnikov att underteckna fredsfördraget i Brest-Litovsk. 
Under inbördeskriget utsågs Sokolnikov och Rozalia Zemljatjka till kommissarier för åttonde armén och beordrade massavrättningar. Sokolnikov var därtill under en period befälhavare för åttonde armén.
Sokolnikov utnämndes 1922 till folkkommissarie för finanserna, motsvarande finansminister, och fick därmed ansvar för genomförandet av den nya ekonomiska politiken (NEP). En av hans första åtgärder var att införa en stabil valuta efter inbördeskrigets ekonomiska kaos. I maj 1924 blev han ledamot av politbyrån och kom att kritisera Stalins ekonomiska politik och beskrev den som statskapitalism. Vid kommunistpartiets fjortonde kongress i december 1925 krävde Sokolnikov att Stalin skulle avsättas som generalsekreterare. Sokolnikovs krav avslogs och han uteslöts från politbyrån.
År 1929 utsågs Sokolnikov till Sovjetunionens ambassadör i London. Tre år senare, 1932, återkallades han till Moskva och utnämndes till ställföreträdande folkkommissarie för utrikesärenden. Han fortsatte att ifrågasätta Stalins inrikespolitik.
I juli 1936 greps Sokolnikov och ställdes i januari 1937 inför rätta i den andra Moskvarättegången, åtalad för både trotskistisk och fascistisk verksamhet. Enligt åtalet skulle Sokolnikov ha konspirerat med nazisten Rudolf Hess för att få till stånd en tysk invasion av Sovjetunionen. Bland de medåtalade fanns Karl Radek, Georgij Pjatakov och Leonid Serebrjakov. Sokolnikov dömdes till tio år fängelse i Gulag.
Grigorij Sokolnikovs död är höljd i dunkel. Det antas att han på Stalins order mördades av medfångar den 21 maj 1939.